# American Expeditionary Force
American Expeditionary Force (AEF), aktiv fra 3. maj 1917 til 1919, var de amerikanske militærstyrker, som blev sendt til Europa under første verdenskrig.
AEF kæmpede i Frankrig det sidste år af den første verdenskrig mod de tyske styrker i samarbejde med franske og allierede styrker.
AEF støttede den franske armé på vestfronten under Aisne offensiven ved Chateau Thierry og Belleau Wood i juni 1918 og deltog i større aktioner i Saint-Mihiel offensiven og Meuse–Argonne offensiven i efteråret 1918.
De amerikanske styrker blev ledet af den amerikanske general John Pershing.